# 리호림
리호림(李浩林, ?~)은 조선민주주의인민공화국의 정치인이다. 조선로동당 부장 및 제12기 최고인민회의 대의원, 조선적십자회 부서기장을 역임했다. 제3, 4차 남북적십자회담과 북일적십자회담 당시 북측대표로 참석했다.